# Venonia spirocysta
Venonia spirocysta là một loài nhện trong họ Lycosidae.
Loài này thuộc chi Venonia. Venonia spirocysta được Jian-yuan Chai miêu tả năm 1991.